# Austrália (filme)
Austrália (Australia, no original) é um filme de drama romântico épico histórico de 2008 dirigido por Baz Luhrmann e estrelado por Nicole Kidman e Hugh Jackman. É o filme australiano de segunda maior bilheteria de todos os tempos, atrás de Crocodile Dundee. O roteiro foi escrito por Luhrmann e roteirista Stuart Beattie, com Ronald Harwood e Richard Flanagan. O filme é uma história de caráter, situado entre 1939 e 1942, contra um pano de fundo dramatizada dos acontecimentos no norte da Austrália, no momento, tais como o bombardeio de Darwin, durante a Segunda Guerra Mundial. Produção ocorreu em Sydney, Darwin, Kununurra, e Bowen. O filme foi lançado na Austrália e nos Estados Unidos em 26 de novembro de 2008, com as datas de lançamento em todo o mundo subsequentes todos lançados no final de dezembro de 2008 e janeiro e fevereiro de 2009.

## Enredo
Em 1939, Lady Sarah Ashley viaja da Inglaterra para o norte da Austrália para impedir que seu marido namorador venda sua estação de gado, Faraway Downs. Seu marido envia um tropeiro de gado independentes, chamado de "Drover", para transportá-la para Faraway Downs. O marido de Lady Sarah é assassinado pouco antes dela chegar e as autoridades lhe dizem que o assassino é um ancião aborígine, o "Rei George". Enquanto isso, o gerente da estação de gado Neil Fletcher está tentando ganhar o controle de Faraway Downs, de modo que Lesley 'King' Carney terá um monopólio de gado completo, dando-lhe poder de negociação com um oficial do exército australiano, o Capitão Dutton, que quer comprar o gado. Sem filhos, Lady Sarah é cativada pelo menino Nullah, que tem uma mãe aborígine e um pai branco. Nullah diz a ela que ele tem visto o gado sendo conduzido para a terra de Carney - em outras palavras, o gado está sendo roubado dela. Devido a isso Fletcher maltrata Nullah e ameaça a ele e a sua mãe, então Lady Sarah discute com Fletcher e decide tentar executar a estação de gado por si mesma. Quando Nullah e sua mãe se escondem das autoridades em uma torre de água, sua mãe se afoga. Lady Sarah conforta Nullah cantando a música "Over the Rainbow" do filme O Mágico de Oz. Nullah diz a ela que o "Rei George" é seu avô, e que como seu ancestral, ele também é um "homem mágico".
Lady Sarah convence Drover para levar o gado para Darwin para venda. Drover é amigável com os aborígines, e portanto, é evitado por muitos dos outros brancos no território. É revelado que ele era casado com uma mulher aborígine, que morreu por não ter tratamento médico em um hospital por causa de sua raça. Lady Sarah também revela que ela é incapaz de ter filhos. Drover lidera uma equipe de seis outros pilotos, incluindo Lady Sarah, Magarri,que é o cunhado de Drover, Nullah e o contador da estação Kipling Flynn, para conduzir os 1.500 bovinos de Darwin. Eles se deparam com diversos obstáculos ao longo do caminho, incluindo um conjunto de fogos feitos pelos homens de Carney que assusta o gado, resultando na morte de Flynn quando o grupo tenta impedir que o gado caia sobre um penhasco. Lady Sarah e Drover se apaixonarm e ela ganha uma nova apreciação para o território australiano. A equipe conduz o gado através do perigoso deserto Never Never. Então, quando finalmente entregam o gado em Darwin, o grupo tem que correr para o navio antes do gado de Carney ser carregado. Depois, Lady Sarah, Nullah e Drover vivem juntos e felizes em Faraway Downs por dois anos. Enquanto isso, Fletcher mata Carney, se casa com sua filha Cath Carney, assume o império do gado de Carney e continua a ameaçar Lady Sarah. Fica estabelecido que Fletcher foi o verdadeiro assassino do marido de Lady Sarah e é também o pai de Nullah.
Nullah é chamado para ir em uma caminhada (um rito de passagem) com seu avô "Rei George", mas em vez disso é tomado pelas autoridades e enviado para viver em Mission Island (uma ilha fictícia, mas inspirada por Bathurst Island) com a outra crianças meia-aborígenes (apelidada de "gerações roubadas"). Lady Sarah, que tem vindo a considerar Nullah como seu filho adotivo, vai resgatá-lo. Enquanto isso, ela trabalha como operadora de rádio em Darwin durante a escalada da Segunda Guerra Mundial. Quando os japoneses atacam a ilha Darwin em 1942, Lady Sarah teme que Nullah tenha sido morto. Drover, que havia brigado com Lady Sarah, volta a Darwin e ouve que ela foi morta no bombardeio. Drover, ao saber do rapto de Nullah na Mission Island, vai com Magarri e um jovem sacerdote para resgatá-lo junto com as outras crianças. Enquanto isso, Lady Sarah está prestes a voltar, mas quando Drover e as crianças navegam de volta ao porto de Darwin, e Nullah toca "Over the Rainbow" com sua gaita, Lady Sarah ouve a música e os três ficam reunidos. Fletcher, perturbado com a ruína de seus planos e com a morte de sua esposa durante ataque aéreo japonês, tenta atirar em Nullah, mas é morto pelo Rei George. Lady Sarah, Drover e Nullah voltam para a segurança da remota Faraway Downs. Lá, o rei George pede para Nullah, que retorne para Outback com seu avô.[carece de fontes?]

## Elenco
| Ator               | Papel             |
| ------------------ | ----------------- |
| Nicole Kidman      | Lady Sarah Ashley |
| Hugh Jackman       | Drover            |
| David Wenham       | Neil Fletcher     |
| Bryan Brown        | King Carney       |
| Jack Thompson      | Kipling Flynn     |
| David Gulpilil     | King George       |
| Brandon Walters    | Nullah            |
| David Ngoombujarra | Magarri           |
| Ben Mendelsohn     | Captain Dutton    |

## Recepção
No agregador de críticas dos Estados Unidos, o Rotten Tomatoes, na pontuação onde a equipe do site categoriza as opiniões da  grande mídia e da mídia independente apenas como positivas ou negativas, o filme tem um índice de aprovação de 55% calculado com base em 223 comentários dos críticos. Por comparação, com as mesmas opiniões sendo calculadas usando uma média aritmética ponderada, a nota alcançada é 5.90/10 que é seguida do consenso: "Construída em vistas luxuosas e produção impecável, Australia infelizmente está sobrecarregado com personagens mal desenhados e falta de originalidade".
Em outro agregador de críticas também dos Estados Unidos, o Metacritic, que calcula as notas das opiniões usando somente uma média aritmética ponderada de determinados veículos de comunicação em maior parte da grande mídia, o filme tem 38 avaliações da imprensa anexadas no site e uma pontuação de 53 entre 100, com a indicação de "revisões mistas ou neutras".

## Adaptação para TV
Em junho de 2022, a 20th Television anunciou uma série de televisão limitada em seis partes intitulada Faraway Downs, que consiste em uma versão serializada do filme com imagens adicionais não utilizadas da produção original. A série vai estrear no Hulu nos EUA e Star+ nos mercados internacionais.

## Prêmios e indicações
| Prêmios                                     | Prêmios                                      | Prêmios            | Prêmios   |
| Prêmio                                      | Categoria                                    | Indicado(s)        | Resultado |
| ------------------------------------------- | -------------------------------------------- | ------------------ | --------- |
| Satellite Awards                            |                                              |                    |           |
| Melhor direção de arte e design de produção | Catherine Martin                             | Venceu             |           |
| Melhor fotografia                           | Mandy Walker                                 | Venceu             |           |
| Melhores efeitos especiais                  | Chris Godfrey                                | Venceu             |           |
| Melhor roteiro original                     | Baz Luhrmann                                 | Indicado           |           |
| Melhor elenco                               | David Hirschfelder                           | Indicado           |           |
| Melhor canção                               | 'By the Boab Tree'                           | Indicado           |           |
| Melhor edição                               | Dody Dorn                                    | Indicado           |           |
| Melhor som                                  | Wayne Pushley                                | Indicado           |           |
| Melhor figurino                             | Catherine Martin                             | Indicado           |           |
| Oscar                                       | Melhor figurino                              | Catherine Martin   | Indicado  |
| Film Critics Circle of Australia            | Melhor fotografia                            | Mandy Walker       | Venceu    |
| Film Critics Circle of Australia            | Melhor ator coadjuvante                      | Brandon Walters    | Venceu    |
| Film Critics Circle of Australia            | Melhor filme                                 | Australia          | Indicado  |
| Film Critics Circle of Australia            | Melhor trilha sonora                         | David Hirschfelder | Indicado  |
| Young Artist Awards                         | Melhor ator jovem em produção internacional  | Brandon Walters    | Venceu    |
| Broadcast Film Critics Association Awards   | Melhor jovem performance - prêmio da crítica | Brandon Walters    | Indicado  |
| Chicago Film Critics                        | Melhor fotografia                            | Mandy Walker       | Indicado  |
| Chicago Film Critics                        | Melhor revelação                             | Brandon Walters    | Venceu    |

[carece de fontes?]